# アシエル・デル・オルノ
アシエル・デル・オルノ・コスガヤ（Asier Del Horno Cosgaya、1981年1月19日 - ）は、スペイン王国バスク自治州ビスカヤ県バラカルド出身の元同国代表サッカー選手。ポジションはDF (LB)。

## 略歴
10歳でアスレティック・ビルバオの下部組織であるレサマに加入。育成プログラムを受けた後、チェチュ・ロホにトップチームへと引き上げられ、2000年9月9日のデポルティーボ・ラ・コルーニャ戦でプリメーラ・ディビシオン・デビューを果たす。
その後は、サンティアゴ・エスケーロ、ホセバ・エチェベリアらと共にチームを牽引する存在になり、2005年にFCバルセロナ、レアル・マドリードとの熾烈な争奪戦を制したチェルシーFCに加入した。この時の移籍金は約16億円と言われている。
2006-2007シーズンからバレンシアCFへ移籍してプレー。しかし、アキレス腱の怪我に悩まされほとんど出場できなかった。2007年8月、古巣であるアスレティック・ビルバオへの期限付き移籍が決まった。300万ユーロ（約4億8000万円）での買い取りオプション付きで、出場試合数によっては200万ユーロ（約3億2000万円）が上乗せされる。また、デル・オルノのバレンシア戦の出場は認められなかった。
結局、買取オプションは行使されず、2008-2009シーズンからバレンシアCFへ復帰することになった。2010年1月、レアル・バリャドリードへレンタル移籍。2010-2011シーズンはレバンテUDにレンタル移籍した。

## 代表歴
スペイン代表として2004年9月3日、スコットランド戦でデビュー。以後、活躍が認められて定着。アントニオ・ロペスとレギュラーを争った。

## タイトル

### クラブ
チェルシーFC
- プレミアリーグ 2005-06
- FAコミュニティ・シールド 2005